# آن كولتر
آن هارت كولتر (بالإنجليزية: Ann Hart Coulter)‏ (ولدت 8 ديسمبر 1961) هي معلقة اجتماعية وسياسية أمريكية، وكاتبة لإحدى عشر كتاب بعضها في قائمة نيويورك تايمز للأعلى مبيعا، وكاتبة عمود . وتظهر بكثرة في التلفزيون والراديو وكمتحدث في المحافل العامة والخاصة. وتشتهر بآرائها السياسية المحافظة وأساليبها المثيرة للجدل في الدفاع عن تلك الآراء، وتصف كولتر نفسها بالمجادلة الانفعالية التي تحب أن "تضرم النقاش" و، على العكس من "المذيعين،" فإنها لا تتظاهر بالحياد والاتزان." وتشتهر كولتر بآرائها المنتقدة للهجرة غير الشرعية والتعددية الثقافية والإلحاد والإسلام ونقدها للنسوية وإنكارها للتغير المناخي.

## روابط خارجية
- آن كولتر على موقع IMDb (الإنجليزية)
- آن كولتر على موقع الموسوعة البريطانية (الإنجليزية)
- آن كولتر على موقع ميوزك برينز (الإنجليزية)
- آن كولتر على موقع أول موفي (الإنجليزية)
- آن كولتر على موقع إن إن دي بي (الإنجليزية)
- آن كولتر على موقع قاعدة بيانات الفيلم (الإنجليزية)